# Bořetín
Bořetín är en ort i Tjeckien.   Den ligger i regionen Vysočina, i den centrala delen av landet, 90 km söder om huvudstaden Prag. Bořetín ligger 581 meter över havet och antalet invånare är 106.
Terrängen runt Bořetín är huvudsakligen platt, men söderut är den kuperad. Runt Bořetín är det ganska glesbefolkat, med 26 invånare per kvadratkilometer. Närmaste större samhälle är Jindřichův Hradec, 18,9 km söder om Bořetín. Omgivningarna runt Bořetín är en mosaik av jordbruksmark och naturlig växtlighet.